# Schlacht von Kleverhamm
Koordinaten: 51° 48′ 54,5″ N, 6° 8′ 41,2″ O

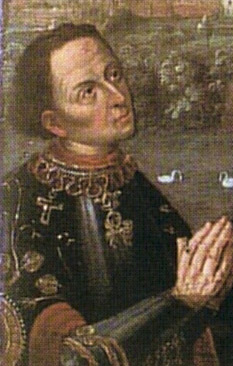
Gemälde von Adolf van Kleve

Die Schlacht von Kleverhamm, alt: Cleverhamm, fand am 7. Juni 1397 auf dem Neerveld zwischen den Ortsteilen Kellen und Warbeyen im Kleverhamm bei Kleve statt. Es standen sich damals als Gegner Herzog Wilhelm II. von Berg auf der einen sowie Graf Dietrich von der Mark und sein Bruder Graf Adolf von Kleve auf der anderen Seite gegenüber.

## Gründe
Bei dem Streit ging es um eine Jahresrente von 2.400 Goldgulden aus dem Rheinzoll bei Kaiserswerth. Stadt, Schloss und Zoll zu Kaiserwerth wurden um 1360 von Gerhard von Jülich, Graf von Berg erworben und 1368 von dessen Sohn Graf Wilhelm II. von Berg verpfändet.
Graf Dietrich von der Mark hatte diese Rente im Jahre 1393 zugesprochen bekommen. Aber auch seine Cousine Margarete von der Mark (Tochter von Engelbert III. von der Mark) und ihr Mann Philipp von Falkenstein stellten Ansprüche auf diese Einnahmen. 
Nachdem diese ihre Forderungen nicht durchsetzen konnten, machte 1395 der inzwischen zum Herzog erklärte Wilhelm II. von Berg seine alten Ansprüche geltend. Er hatte vielleicht aufgrund des andauernden Streites Nachteile, fühlte sich vielleicht auch durch die in brüderlicher Herrschaft befindlichen Grafschaften Kleve und Mark bedroht. Er kündigte im Jahre 1395 an, diese Ansprüche notfalls auch mit der Waffe durchzusetzen.

## Der Krieg
Im Frühjahr 1397 fiel Herzog Wilhelm von Berg zusammen mit seinem Cousin, Herzog Wilhelm von Jülich und Geldern und zahlreichen anderen Edelherren in die Grafschaft Kleve ein und zog brandschatzend den Rhein herab bis zur Burg Lobith und dann weiter nach Kleve.

## Die Schlacht
Graf Adolf von Kleve und sein Bruder Graf Dietrich von der Mark stellten sich den feindlichen Truppen und konnten schließlich auf dem Neerveld Herzog Wilhelm und seine Verbündeten besiegen. 90 Ritter und 2.000 bewaffnete bergische Männer gerieten in Gefangenschaft.

## Die Folgen
Herzog Wilhelm von Berg, seine Verbündeten und Lehnsmänner wurden gegen ein gewaltiges Lösegeld freigelassen, was nur durch weitreichende Verpfändungen möglich war. Dadurch verloren etliche Grafen und Ritter ihr Lehen oder bekamen neue Lehnsherren. Wegen der Schulden und wohl aus Angst ihr Erbe zu verlieren, wurde Herzog Wilhelm von seinen eigenen Söhnen entmachtet. Die Auseinandersetzung hatte Einfluss auf den gesamten Machtbereich des klevischen Grafen. Die Position der späteren Herzöge von Kleve festigte sich, da nur ein Jahr später Dietrich von der Mark bei der Belagerung der Burg Elberfeld ums Leben kam. Daraufhin vereinigte Graf Adolf die Grafschaften Mark und Kleve in Personalunion.
Bernd von Strünkede (1334–1419), bis zu diesem Zeitpunkt einflussreicher Lehensmann Kleves an der Emscher, wandte sich 1397 in dem Streit gegen den Grafen und stellte Herzog Wilhelm von Berg sein Schloss vertraglich zur Verfügung.
Für den Strünkeder Ritter bedeutete die Niederlage Bergs, dass er sein Lehen erst 1399 von Adolf von Kleve zurückerhielt. Doch wollten die Grafen auf die in langer Lehenstreue verbundenen Adeligen offenbar nicht dauerhaft verzichten.

## Sonstiges
An die Schlacht im Kleverhamm erinnerte noch über Jahrhunderte ein Streitkreuz, das in alten Flurkarten verzeichnet ist und auf dem Gebiet des Klever Finanzamtes stand.